# محمود قندوز
محمود قندوز (انگلیسی: Mahmoud Guendouz؛ زادهٔ ۲۴ فوریهٔ ۱۹۵۳) بازیکن سابق و مربی فوتبال اهل الجزایر است.
از باشگاه‌هایی که در آن بازی کرده‌است می‌توان به باشگاه فوتبال نصر حسین دای اشاره کرد. وی عضو تیم ملی فوتبال الجزایر در جام جهانی فوتبال ۱۹۸۲ و ۱۹۸۶ بوده است.